# Ernestine Ouandié
Pour les articles homonymes, voir Ouandié.
Ernestine Ouandié, née à Yaba (Lagos, au Nigeria) le 11 mai 1961 et morte le 27 octobre 2009 près de Foumban, est une journaliste camerounaise, une des filles d'Ernest Ouandié. 

## Biographie
Ernestine Ouandié naît à Yaba (Lagos, au Nigeria) le 11 mai 1961. Elle est la fille d'Ernest Ouandié, vice-président de l’Union des populations du Cameroun, alors en exil au Nigéria, et d'une mère ghanéenne.
Son père est fusillé à mort le 15 janvier 1971, à Bafoussam pour son combat contre le colonialisme et le néocolonialisme. Elle grandit au Ghana avant de retourner s'installer au Cameroun.
Ernestine Ouandié, la quarantaine approchante, a regagné le Cameroun en 1990 et travaillait comme chef du bureau des reportages pour le compte du Ministère de la communication à Bafoussam.
Elle disparaît le 27 octobre 2009. Le 31 octobre, elle est retrouvée morte dans les alentours du fleuve Noun, à Foumbot (département du Noun). Elle était l'épouse du Dr Jacques Djoko Tamnou, pharmacien biologiste à Foumbot. Il n'est pas établi si elle a mis fin à ses jours, ou si elle a été assassinée, comme l'épouse du président de l'UPC, Marthe Moumié.

## Filmographie
- « Une feuille dans le vent (2013) », sur www.film-documentaire.fr (consulté le 20 février 2018)